# 川瀨夏菜
川瀨 夏菜（9月8日—），日本漫畫家。廣島縣出身。
第27回（2002年），白泉社雅典娜新人大賞。

## 作品
- 神秘國之物語、全3冊、原名
- 青金石王冠、全2冊、原名
- 不會飛翔的魔女、全3冊、原名
- 少女般的時光、全1冊、原名
- 公主的灰姑娘、全1冊、原名
- 占星預言師、全1冊、原名

## 外部連結
- （日語）table one - 公式網站